# Szaszaki Szadako
Szaszaki Szadako (佐々木 禎子; Hirosima, 1943. január 7. – Hirosima, 1955. október 25.) japán kislány, a hirosimai atomtámadás áldozata, az egyik legismertebb hibakusa („bombatámadás áldozata”).

## Életrajza
Szadako 1943-ban született Hirosimában, családjának borbélyüzlete volt. Kétéves volt, mikor 1945. augusztus 6-án a városra ledobták az atombombát. 1955-ben leukémiát állapítottak meg nála. Egy régi japán legenda hatására – mely szerint aki 1000 papírdarut hajtogat, annak az istenek teljesítik egy kívánságát – elkezdett darvakat hajtogatni, hogy meggyógyulhasson. Mivel gyakran kevés volt a papír, mindenből hajtogatott, gyógyszeres dobozokból, képeslapokból; néha még más betegek szobájába is átment papírt kérni.
Egy regény hatására elterjedt hiedelem szerint 644 daruval készült el haláláig, és a barátai a temetésre meghajtogatták a hiányzó madarakat, és azokkal együtt temették el a 12 éves kislányt; a Hirosimai Emlékmúzeum kiállítása szerint azonban 1955 augusztusára sikerült meghajtogatnia mind az ezret.

## Emlékezete
Hirosimában ma is több szobor állít emléket Szadakónak. Azóta is a világ minden pontjáról érkeznek papírdaruk Szadako emlékére. Több film is készült róla Japánban, de az Egyesült Államokban is készült film Eleanor Coerr Sadako and the Thousand Paper Cranes című műve alapján.